# Omurice
Az omurice (japánul: オムライス, omuraiszu) a japán fúziós konyha, a jósoku egyik étele. Az omurice sült rizsből és omlettből áll, tetejére gyakran ketchupot öntenek. A név az omlett és a rizs szavak összevonásából keletkezett. Az étel népszerű a japán éttermekben, gyakran szerepel a gyerekmenükön is. Valószínűleg a 20. század elején készítették először, egy nyugati stílusú étteremben Tokióban, és feltehetően a tojáslepénybe csavart szusi inspirálta. Dél-Koreában is népszerű étel.
Az elkészítés módja változó, készülhet csirkehúsos sült rizzsel, tészta vagy zöldségtöltelékkel. A tölteléket omlettbe tekerik, tetejére ketchupot vagy demi-glace-mártást öntenek.

## Fordítás
Ez a szócikk részben vagy egészben  az   Omurice című angol Wikipédia-szócikk fordításán alapul.  Az eredeti cikk szerkesztőit annak laptörténete sorolja fel. Ez a jelzés csupán a megfogalmazás eredetét és a szerzői jogokat jelzi, nem szolgál a cikkben szereplő információk forrásmegjelöléseként.